# Darja Klišinová
Darja Igorevna Klišinová (rusky Дарья Игоревна Клишина; * 15. ledna 1991, Tver) je ruská atletka, která v roce 2011 vybojovala v Paříži výkonem 680 cm titul halové mistryně Evropy ve skoku do dálky. V témže roce se stala v Ostravě také mistryní Evropy do 23 let.

## Osobní rekordy
- hala – 701 cm – 2. března 2013, Göteborg
- venku – 705 cm – 17. července 2011, Ostrava